# Saint Leonards (Nouvelle-Zélande)
St Leonards est une banlieue de la cité de Dunedin, située dans l’île du Sud de la Nouvelle-Zélande.

## Situation
Elle est localisée tout près de la berge nord du mouillage d’Otago Harbour et sur les pentes ondulées situées au-dessus du mouillage.
St Leonards est à 8,5 kilomètres (5,281655132 mi) au nord-est du centre de la cité de Dunedin, entre le petit village de Burkes et celui de Sawyers Bay .

## Toponymie
St Leonards fut dénommé par le premier colon ‘David Carey’ pour l’emplacement de naissance de sa femme, qui était la ville anglaise de St Leonards-on-Sea, dans le Sussex  , .

## Accès
Le rail et la route la relie au centre de Dunedin et à Port Chalmers circulant le long du côté de  St Leonards  sur une étroite bande de terrain coincée entre les pentes des collines et le mouillage. La banlieue est ainsi séparée de la zone urbaine contiguë de Dunedin. 

## Gouvernance
Sous son nom, la zone fut un borough séparé pendant les nombreuses années à partir de 1877 et jusqu’à son amalgamation avec la cité de Dunedin en 1963 .

## Activité économique
La banlieue est résidentielle, et contient un nombre significatif de petites maisons. 
Le secteur est un lieu de résidence réputé pour les étudiants de l’ Université d'Otago, et elle est aussi populaire pour un style de vie alternatif.
La banlieue consiste principalement en 2 routes grossièrement parallèles: la voie rapide « Dunedin-Port Chalmers», qui est la highway correspondant à la route State Highway 88/S H 88 (en)), (qui passe tout près du mouillage) et de ‘St Leonards Drive’ (l’ancienne route principale en direction de Port Chalmers) qui sinue autour des pentes inférieures des collines sur lesquelles siège la localité de St Leonards. 
La ligne de chemin de fer de la branche de Port Chalmers (en) circule parallèle à la highway, contre l’angle du mouillage.
En 2012, le « Dunedin Harbour Cycleway » fut étendu pour rejoindre la banlieue de St Leonards
Les banlieues de St Leonards et celle de Ravensbourne, sont souvent dénommées ensemble comme le  «West Harbour, Otago ».